# Konstanty Abłamowicz
Konstanty Abłamowicz herbu Abdank, ps. „Tatar”, „Abdank”, „Kostek” (ur. 27 kwietnia 1884 w Nehoreło, zm. 11 maja 1944 w Warszawie) – podpułkownik kawalerii Wojska Polskiego, kawaler Orderu Virtuti Militari.

## Życiorys
Urodził się 27 kwietnia 1884 we wsi Nehoreło (powiat słucki) jako syn Kazimierza i Marii z Abdank-Abłamowiczów. Ukończył szkołę realną w Jekaterynosławiu, w 1905 Szkołę Handlową E. Ronthalera w Warszawie, gdzie zdał maturę, następnie wyższe studia za granicą. Od 1901 był działaczem organizacji młodzieżowej „Promień” a od 1902 Polskiej Partii Socjalistycznej. W 1903 został aresztowany. Brał udział w rewolucji 1905 roku w Królestwie Polskim. W 1905 został zesłany do guberni ołonieckiej, skąd zbiegł do Francji. Od 1911 w Krakowie był czynnym członkiem Związku Strzeleckiego. Przed 1914 był handlowcem. 
Po wybuchu I wojny światowej wstąpił 6 sierpnia 1914 do 1 pułku ułanów Legionów Polskich. Służył w 14 kompanii strzeleckiej od sierpnia 1914, od września 1914 był zastępcą dowódcy 5 szwadronu, od października 1914 był dowódcą oddziału gospodarczego 1 pułku ułanów. Wraz z tą jednostką odbył kampanię. W 1915 przebywał na leczeniu. 6 sierpnia 1916 awansowany do stopnia podporucznika kawalerii. W pułku był oficerem gospodarczym. Po kryzysie przysięgowym w 1917 został internowany w Bieniaminowie od marca 1918. Po zwolnieniu działał w Polskiej Organizacji Wojskowej.
Po odzyskaniu przez Polskę niepodległości, 11 listopada 1918 został przyjęty do Wojska Polskiego. Przejściowo pełnił funkcję adiutanta dla przybyłego z uwięzienia w Magdeburgu Józefa Piłsudskiego. Brał udział w wojnie polsko-bolszewickiej. Od 1920 pełnił służbę na stanowisku zastępcy delegata wojskowego, a od 18 kwietnia 1921 attaché wojskowego przy Poselstwie RP w Rewlu (jego pomocnikiem był kpt. Wiktor Drymmer, który następnie zastąpił go na stanowisku). 3 maja 1922 został zweryfikowany w stopniu majora ze starszeństwem z dniem 1 czerwca 1919 w korpusie oficerów jazdy (od 1924 – kawalerii), a jego oddziałem macierzystym był 7 pułk ułanów lubelskich w Mińsku Mazowieckim. Z dniem 15 grudnia 1923 został odwołany ze stanowiska attaché wojskowego i przydzielony do macierzystego pułku. 29 lutego 1924 został przeniesiony w stan nieczynny na 12 miesięcy bez prawa do poborów. 

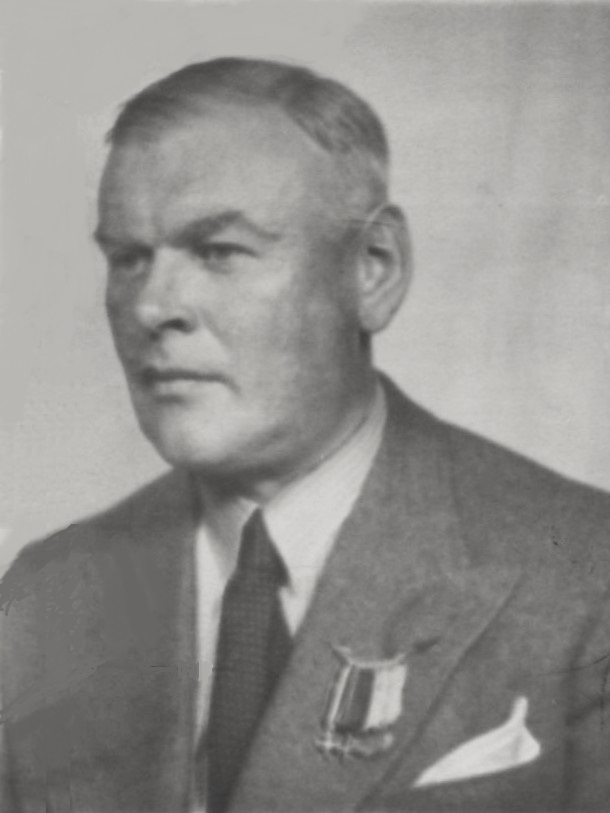
Konstanty Abłamowicz (przed 1933)

Z dniem 1 marca 1925 roku powrócił ze stanu nieczynnego do służby czynnej z równoczesnym odejściem do macierzystego 7 puł. 7 września tego roku został przeniesiony do Korpusu Ochrony Pogranicza na stanowisko dowódcy 4 szwadronu kawalerii. 12 kwietnia 1927 roku został mianowany podpułkownikiem ze starszeństwem z dniem 1 stycznia 1927 i 5. lokatą w korpusie oficerów kawalerii. W maju tego roku został przeniesiony z KOP do 14 pułku ułanów jazłowieckich we Lwowie na stanowisko zastępcy dowódcy pułku. W styczniu 1928 został przeniesiony do 11 pułku ułanów legionowych w Ciechanowie na stanowisko dowódcy pułku. W grudniu 1929 został zwolniony ze stanowiska dowódcy pułku. W 1930 został przeniesiony w stan spoczynku.
Pełnił różne funkcje, był m.in. dyrektorem Izby Rzemieślniczej w Warszawie, wicedyrektorem Zakładów Włókienniczych K. Scheiblera i L. Grohmana w Łodzi, prezesem koła łódzkiego Związku Legionistów Polskich i członkiem zarządu okręgu łódzkiego Federacji Polskich Związków Obrońców Ojczyzny.
Podczas II wojny światowej w trakcie okupacji niemieckiej był działaczem Kadry Polski Niepodległej, ale od 1942 r. działał w piłsudczykowskim Obozie Polski Walczącej jako szef Wydziału Gospodarczego. Został aresztowany przez Niemców 12 kwietnia 1944. Był przetrzymywany na Pawiaku. 11 maja 1944 został rozstrzelany przez Niemców podczas egzekucji w ruinach getta.
Po wojnie jego szczątki zostały ekshumowane i ponownie pochowane na terenie kwatery powstańczej cmentarza Wolskiego w Warszawie.
Był dwukrotnie żonaty: z pierwszą żoną, Janiną Rybicką, miał córki Jadwigę (ur. 1908), Hannę (ur. 1910) i Helenę (ur. 1914).

## Ordery i odznaczenia
- Krzyż Srebrny Orderu Wojskowego Virtuti Militari nr 5216 – 17 maja 1922[16][17]
- Krzyż Niepodległości – 24 października 1931 „za pracę w dziele odzyskania niepodległości”[18]
- Krzyż Walecznych[2]
- Medal Pamiątkowy za Wojnę 1918–1921[2]
- Medal Dziesięciolecia Odzyskanej Niepodległości[2]
- Order Krzyża Wolności I kategorii II klasy (Estonia)[19]